# Лейла Хот
Лейла Хот (серб. Лејла Хот / Lejla Hot; нар. 9 квітня 1986, Белград, СФРЮ) — сербська поп-співачка, музикант і автор пісень.
Вона народилася в Белграді, СР Сербія, СФР Югославія і закінчила музичну середню школу «Мокраняц» у Белграді на відділенні сольного співу та фортепіано, а потім закінчила Белградську музичну академію (відділ фортепіано). У 16 років вона брала участь у музичному шоу під назвою 3K-Dur із помітною роллю у фіналі.
Вона також взяла участь у першому сербському конкурсі Pop Idol, Idol Show. Після цього разом із трьома іншими фіналістами шоу створила гурт під назвою Lu Lu, який брав участь у фестивалі Beovizija 2005 і пройшов кваліфікацію до національного фіналу сербсько-чорногорського відбору на пісенний конкурс Євробачення 2005 — Evropesma.
Як сольна виконавиця, Лейла брала участь у Музичному фестивалі в Будві у 2006 році. Її популярність зросла після першої перемоги на New Artists та фінального вечора фестивалю Sunčane Skale 2007 з піснею Suza Stihova, написаною Данієлом Алібабічем. 
Брала участь у кількох найважливіших фестивалях у країні, регіоні та Європі, таких як Beovizija (Сербія), Pjesma mediterana (Будва, Чорногорія «Приз за найкращу пісню та найкраще виконання»), Слов’янський базар (Білорусь «Спеціальний приз»).

## Дискографія
- Hot mi je prezime (2012)